# Can't Stop (chanson)
Pour les articles homonymes, voir Can't Stop.
Singles de Red Hot Chili Peppers
The Zephyr Song
(2002) Dosed
(2003)
Can't Stop est une chanson des Red Hot Chili Peppers. C'est le troisième single extrait de leur album de 2002, By the Way. Elle est présente dans pratiquement toutes leurs performances live depuis cette date.
Le clip vidéo, réalisé par Mark Romanek, est directement inspiré des One Minute Sculptures de l'artiste d'art moderne Erwin Wurm, ce clip a été projeté pour l'exposition de celui-ci à Vienne. Le clip commence par le passage de la caméra à travers un tube jaune qui arrive sur le chanteur Anthony Kiedis.

## Certifications
| Pays              | Certification | Unités certifiées |
| ----------------- | ------------- | ----------------- |
| Danemark (IFPI)   | Or            | 45 000            |
| États-Unis (RIAA) | 3 × Platine   | 3 000 000         |
| Italie (FIMI)     | Platine       | 50 000            |
| Royaume-Uni (BPI) | 2 × Platine   | 1 200 000         |